# Jatropha schlechteri
Jatropha schlechteri är en törelväxtart som beskrevs av Ferdinand Albin Pax. Jatropha schlechteri ingår i släktet Jatropha och familjen törelväxter.

## Underarter
Arten delas in i följande underarter:
- J. s. schlechteri
- J. s. setifera